# Armored Core: Formula Front
Armored Core: Formula Front es un videojuego del género mecha de la serie Armored Core.

## Argumento
Como el arquitecto recién contratado para un equipo que acaba de hacerlo en la liga inferior de Formula Front, han encargado al jugador con el ensamble y la preparación del AC del equipo para la batalla contra esos presentados por los otros participantes titulados de la liga inferior. La decisión en cuanto a cómo los ACs se deben operar en sus partidos próximos, manualmente o controlado por IA (inteligencia artificial), se deja para que el jugador determine. Ambos métodos ofrecen sus propios desafíos únicos.

## Serie de videojuegos
| Nombre                          | Año  |  |
| ------------------------------- | ---- |  |
| Amored Core                     | 1997 |  |
| Armored Core: Project Phantasma | 1997 |  |
| Armored Core: Master of Arena   | 1999 |  |
| Armored Core 2                  | 2000 |  |
| Armored Core 2: Another Age     | 2001 |  |
| Armored Core 3                  | 2002 |  |
| Silent Line: Armored Core       | 2003 |  |
| Armored Core: Nexus             | 2004 |  |
| Armored Core: Nine Breaker      | 2004 |  |
| Armored Core: Formula Front     | 2004 |  |
| Armored Core: Last Raven        | 2005 |  |
| Armored Core 4                  | 2006 |  |
| Armored Core: for Answer        | 2008 |  |